# Conjunto 9
Conjunto 9 (alias Noneto) était un ensemble de tango créé par Ástor Piazzolla et actif entre 1971 et 1972.
L'ensemble éphémère était basé sur le premier Quinteto de Piazzolla, comprenant Astor Piazzolla (bandonéon), Osvaldo Manzi (plus tard Osvaldo Tarantino) (piano), Antonio Agri (violon), Oscar López Ruiz (guitare électrique) et Kicho Díaz (contrebasse).  Il y ajoute un quatuor composé de Hugo Baralis (2ème violon), Néstor Panik (alto), José Bragato (violoncelle) et José Corriale (percussions).
Pour de nombreux musicologues, il s'agit de l'ensemble dans lequel Piazzolla a atteint le zénith de sa carrière musicale.  Grâce à la présence d'un quatuor à cordes au sein de la formation, Piazzolla a pu développer un langage contrapuntique plus complexe, auquel s'ajoutaient les improvisations rythmiques du piano, de la guitare et des percussions, fournissant un langage proche du cool jazz et de la rock, une tendance qui s'accentuera dans la dernière étape européenne de la carrière de Piazzolla.
Le nonette a enregistré les albums Música popular contemporánea de la Ciudad de Buenos Aires, Vol. 1 et 2, publiés respectivement en 1971 et 1972.  Il existe également des enregistrements où ils accompagnent les chanteuses Amelita Baltar et Mina, ainsi que la musique du film Le Dernier Tango à Paris de Bernardo Bertolucci.  Certaines de ces musiques n'ont pas été utilisées dans le film en raison de leur achèvement tardif par Piazzolla, qui était occupé à préparer son premier concert au Teatro Colón de Buenos Aires en 1972.  Bertolucci a employé Gato Barbieri pour terminer la musique et la partie de la musique de Piazzolla qui a été achevée tardivement a été utilisée pour le film franco-italien de Francesco Rosi Cadavres exquis en 1976.
En 1972, Piazzolla a composé le "Concierto de Nácar" en trois mouvements, pour le Conjunto 9 et l'orchestre, l'une de ses compositions les plus complexes, qui incorporait diverses techniques de composition musicale contemporaine, telles que la polyrythmie et la polytonalité.
Un an après sa création, le Conjunto 9 a connu des problèmes financiers et a été dissous en 1972.
Piazzolla a reformé le Conjunto 9 en 1983, avec quelques changements dans sa formation, pour son deuxième concert au Teatro Colón le 11 juin, où ils ont joué ensemble avec le Orchestre philharmonique de Buenos Aires, sous la direction de Pedro Ignacio Calderón. Le programme comprenait son "Concerto pour bandonéon et orquestra" et le "Concierto de Nácar".  Cette fois-ci, le Noneto était composé de : Astor Piazzolla (bandonéon), Pablo Ziegler (piano), Fernando Suárez Paz (violon), Oscar López Ruiz (guitare électrique) et Héctor Console (contrebasse) plus Hugo Baralis (2e violon), Delmar Quarleri (alto), José Bragato (violoncelle) et Enrique Roizner (percussions).

## Discographie
- Música Popular Contemporánea de la Ciudad de Buenos Aires, vol. 1, (1971)
- Música Popular Contemporánea de la Ciudad de Buenos Aires, vol. 2, (1972)
- El gordo triste, enregistrement d'Amelita Baltar, accompagnée par le Noneto dans le tango Los paraguas de Buenos Aires, (1972)
- Roma 1972, enregistrement d'un concert donné le 10 avril 1972 à l'Instituto Ítalo Estadounidense de Rome (1994)[1].
- Signori... : Mina !, enregistrement d'un concert en avril 1972 au Teatro 10 à Rome où Mina a chanté Balada para mi muerte accompagnée par le Conjunto 9 (1972).
- Astor Piazzolla y su Conjunto 9, enregistrement qui contient les compositions Jeanne et Paul et El penúltimo pour le film Last tango in Paris (1972).
- Astor Piazzolla en el Teatro Colón, enregistrement d'un concert du 11 juin 1983.